# سرطان‌شناسی زنان
سرطان‌شناسی زنان یک رشته تخصصی در زمینهٔ جراحی زنان و زایمان است که بر روی سرطان‌های دستگاه تولید مثلی از جمله سرطان دهانه رحم، سرطان رحم سرطان مهبل، سرطان تخمدان و سرطان واژن متمرکز است. متخصصان این رشته آموزش‌های گسترده‌ای را در تشخیص و درمان این بیماری‌ها می‌بینند.

در ایالات متحده آمریکا سالانه ۸۲٬۰۰۰ مورد ابتلا به سرطان‌های زنان و زایمان شناسایی می‌شود. در سال ۲۰۱۳ حدود ۹۱٬۷۳۰ مورد تشخیص داده شد.